# Commander (Hund)

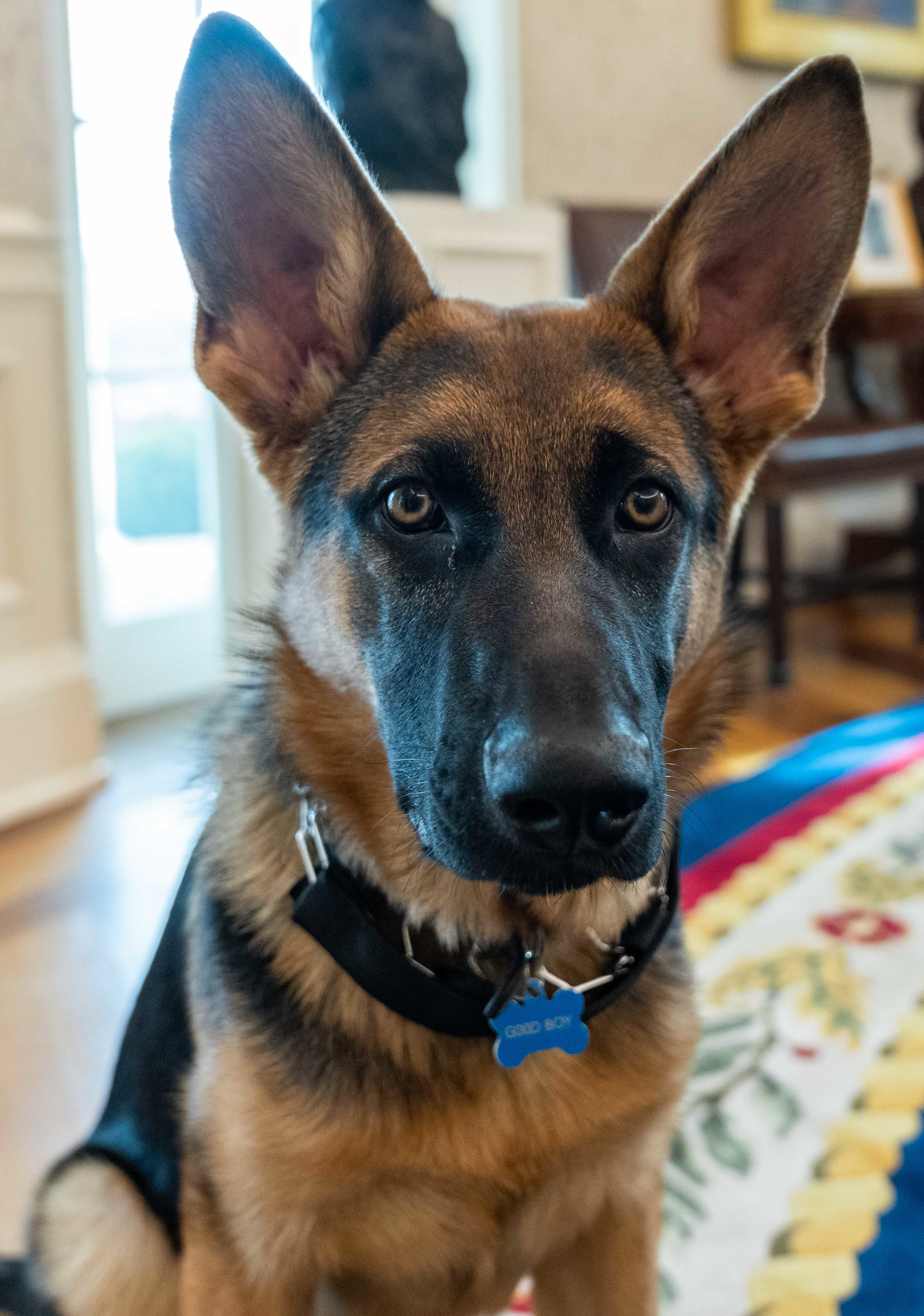
Commander 2022

Commander (geboren am 1. September 2021) ist ein deutscher Schäferhund. Er ist ein Haustier des ehemaligen US-amerikanischen Präsidenten Joe Biden und seiner First Lady Jill Biden.

## Leben
Commander war ein Geburtstagsgeschenk für Joe Biden von James, seinem Bruder, und dessen Ehefrau Sara Biden. Der Hund kam als Welpe am 20. Dezember 2021 ins Weiße Haus und ersetzte dort Major als „First Dog“ der Vereinigten Staaten. Major fiel vorher durch aggressives Verhalten aus und biss mehrere Mitarbeiter des Weißen Hauses.
Am 13. Februar 2022 hatte Commander sein Fernsehdebüt. Er war Teil des Puppy Bowl XVIII auf Animal Planet und trat neben Jill Biden in einer Videobotschaft über Tierliebe auf.
Nach den ersten Monaten wurden jedoch Beschwerden über das Verhalten von Commander laut. So veröffentlichte die konservative Aktivistengruppe Judicial Watch geheime Unterlagen des Ministeriums für Innere Sicherheit der Vereinigten Staaten, die belegten, das Commander zwischen Oktober 2022 und Juli 2023 zehn Mal Beamte des Secret Service angegriffen haben soll. Mindestens einer der Vorfälle soll zu einer Krankenhausbehandlung des Agenten geführt haben.
Am 26. September wurde ein weiterer Mitarbeiter des Secret Service gebissen. Am 13. September 2023 biss er außerdem Dale Haney, den Gärtner des Weißen Hauses, der seit der Präsidentschaft von Richard Nixon mit den Hunden des Präsidenten Gassi geht. Ein Tourist beobachtete den Vorfall, machte Fotos und schickte sie der Daily Mail, die diese abdruckten und auf ihrer Homepage veröffentlichten. Jill Biden sagte jedoch nach Presseanfragen, Haney und Commander hätten nur gespielt und es wäre nichts Schlimmes passiert.
Am 5. Oktober 2023 musste Commander aus dem Weißen Haus ausziehen.